# Prays autocasis
Prays autocasis is een vlinder uit de familie Praydidae. De wetenschappelijke naam van de soort werd in 1907 gepubliceerd door Edward Meyrick.